# Joy Sunday
Joy Sunday (New York, 25 settembre 1996) è un'attrice statunitense.
È nota per interpretare il personaggio di Bianca Barclay nella serie televisiva Netflix Mercoledì.

## Biografia
Joy Sunday nasce a Staten Island, uno dei 5 borough di New York, da genitori nigeriani. Dall'età di 15 anni studia recitazione e teatro nella Fiorello H. LaGuardia High School di Manhattan, diplomandosi lì, per poi frequentare la USC School of Cinematic Arts di Los Angeles, laureandosi con una laurea in giurisprudenza in studi critici.
Joy Sunday fa il suo debutto televisivo nel 2018 in un episodio della serie MacGyver. Nel 2020 entra a far parte del cast del film Bad Hair, interpretazione che le vale uno Screen Actors Guild. Nello stesso anno veste i panni del personaggio secondario Sophia nel film Shithouse. Compare in un episodio della serie Netflix Dear White People.
Nel 2021 Joy interpreta alcuni ruoli minori, nei film The Beta Test, thriller diretto da Jim Cummings, e Io e Lulù, diretto e interpretato da Channing Tatum. Dal 2022 entra a far parte del cast fisso della serie Netflix Mercoledì, basata sui personaggi della famiglia Addams creata nel 1938 da Charles Addams per le sue vignette sul periodico The New Yorker, dove interpreta la sirena Bianca Barclay, antagonista della protagonista Mercoledì Addams (Jenna Ortega). Torna nella serie nella seconda stagione, dove il suo personaggio diviene un'alleata della protagonista.

## Filmografia

### Attrice

#### Cinema
- Embody, regia di Amanda Layne Miller - cortometraggio (2014)
- Self(hood), regia di Lorena Lourenço - documentario (2015)
- Darling, regia di Joy Sunday - cortometraggio (2017)
- Bead Relief Commercial, regia di Lorena Lourenço - cortometraggio (2017)
- Joy, regia di Lorena Lourenço - cortometraggio (2018)
- Alive, Again, regia di Joaquin Dominquez - cortometraggio (2018)
- Survivors of Sexual Trauma Reveal an Important Truth, regia di Andy Langdon - cortometraggio (2018)
- Callback, regia di Sabina Vajraca - cortometraggio (2019)
- Joy, episodio di Her Mind in Pieces, regia di Lorena Lourenço (2019)
- Bad Hair, regia di Justin Simien (2020)
- Shithouse, regia di Cooper Raiff (2020)
- Take My Heart, regia di Anna Simone Scott - cortometraggio (2020)
- Limelight, regia di Claire Gostin - cortometraggio (2020)
- The Beta Test, regia di Jim Cummings (2021)
- Io e Lulù, regia di Channing Tatum (2021)
- Rise, regia di Maritte Lee Go (2023)
- Under the Influencer, regia di Bryn Woznicki e Lauren Neal (2024)
- Iconic Red, regia di Gary Bardizbanian - cortometraggio direct-to-video (2024)

- Eyimofe, regia di Arie Esiri (2020)
- You'll Never See It Coming, regia di Bailey Heinonen (2023)

#### Televisione
- MacGyver - serie TV, episodio 3x07 (2018)
- Yas Kween - serie TV, 5 episodi (2018)
- Carol's Second Act - serie TV, episodio 1x09 (2019)
- Good Trouble - serie TV, episodio 2x10 (2019)
- Dear White People, serie TV, episodio 4x07 (2021)
- Mercoledì (Wedneseday) – serie TV, 12 episodi (2022-2025)

### Produttrice

#### Cinema
- Beautiful Hair, regia di Joy Sunday - cortometraggio (2014)
- Jenny Loves Satan, regia di Jenna Bryant - cortometraggio (2017)
- Darling, regia di Joy Sunday - cortometraggio (2017)
- The Maestro, regia di Dream Thanika Jenjesda - cortometraggio (2018)
- A Family Reunion, regia di Ben Kadie - cortometraggio (2020)

#### Videoclip
- Celeste Butler Chosen, regia di Alexis McDonough (2017)

### Regista
- Beautiful Hair - cortometraggio (2014)
- Darling - cortometraggio (2017)

### Sceneggiatrice
- Beautiful Hair, regia di Joy Sunday - cortometraggio (2014)
- Darling, regia di Joy Sunday - cortometraggio (2017)

## Trasmissioni televisive
- Tudum: A Netflix Global Fan Event, regia di Steve Meyer - speciale TV (2023)
- MDb on the Scene - Interviews - talk show (2025)
- GMA3: What You Need to Know - talk show (2025)
- Good Morning America - talk show (2025)